# 蓝荣玉
蓝荣玉（1914年—1980年），男，福建上杭人，中华人民共和国政治人物。

## 生平
蓝荣玉是福建省上杭县庐丰畲族乡人。1928年，加入中国工农红军红四军，担任福建军区独立第二团政治处特派员，此后担任杭代县军政委员会副主席，后领带双髻山游击队。抗日战争期间，担任新四军第二支队保卫科科长、政治部锄奸科科长、新四军第一师政治部锄奸保卫部副部长、部长，第十六旅政治部副主任等职。1945年，任新四军第六师第十六旅政治部副主任、华中野战军政治部组织部部长等职。1949年，升任第三野战军第二十四军政治部主任。
中华人民共和国成立后，担任福建省民政厅厅长、福建省政法委员会副主任。1955年，任福建省政协副主席兼福建省高级人民法院院长。1956年，任福建省人民委员会副省长兼福建省政协副主席。1979年，任福建省人大常委会副主任。